# Алжирський франк
Алжирський франк — грошова одиниця Алжиру в період французького правління 1848—1960 років. Номінально складався зі 100 сантимів. Обмінювався на французький франк за курсом один до одного. У 1964 році замінений на алжирський динар.

## Історія
У 1830 році Франція вперше увірвалася до Алжиру, а до 1842 року повністю його окупувала. У 1848 році було вперше надруковано алжирські франки. У 1851 році було засновано Банк Алжиру (1851-1963) (пізніше перейменовано на Банк Алжиру та Тунісу).
У 1907—1925 роках алжирський франк ходив на території Марокко. У 1904—1945 роках алжирський франк був грошовою одиницею Тунісу.

## Банкноти й монети
В обігу були в основному банкноти, монети використовувалися французькі. Лише з 1949 були випущені монети 20, 50, 100 алжирських франків.

### Банкноти до 1940 року
| Зображення | Зображення | Номінал     | Розміри | Основний колір | Опис  | Опис   | Дата  | Дата    | Дата      | Дата |
| Аверс      | Реверс     | Номінал     | Розміри | Основний колір | Аверс | Реверс | друку | випуску | вилучення |      |
| ---------- | ---------- | ----------- | ------- | -------------- | ----- | ------ | ----- | ------- | --------- | ---- |
|            |            | 100 франків |         | синій          |       |        | 1911  |         |           |      |
|            |            | 20 франків  |         | зелений        |       |        | 1939  |         |           |      |
|            |            | 50 франків  |         | різнокольорові |       |        | 1940  |         |           |      |
|            |            | 100 франків |         | синій          |       |        | 1936  |         |           |      |
|            |            |             |         |                |       |        |       |         |           |      |

### Воєнні (1940—1944), післявоєнні (1945—1958) та нові франки (1958—1965)
| Зображення | Зображення | Номінал          | Розміри | Основний колір | Опис  | Опис   | Дата  | Дата    | Дата      | Дата |
| Аверс      | Реверс     | Номінал          | Розміри | Основний колір | Аверс | Реверс | друку | випуску | вилучення |      |
| ---------- | ---------- | ---------------- | ------- | -------------- | ----- | ------ | ----- | ------- | --------- | ---- |
|            |            | 50 сантимів      |         | жовтий         |       |        | 1943  |         |           |      |
|            |            | 1 франк          |         | жовтий         |       |        | 1943  |         |           |      |
|            |            | 2 франки         |         | чорний         |       |        | 1944  |         |           |      |
|            |            | 5 франків        |         | зелений        |       |        | 1942  |         |           |      |
|            |            | 5000 франків     |         | коричневий     |       |        | 1952  |         |           |      |
|            |            | 10 нових франків |         | жовтий         |       |        | 1962  |         |           |      |
|            |            |                  |         |                |       |        |       |         |           |      |

1960 року була проведена деномінація алжирського франку паралельно з деномінацією французького франку. Замість алжирського франку був уведений новий алжирський франк, який дорівнював 100 старим одиницям.